# Feliciano Serrao
Feliciano Serrao (Filadelfia, 24 aprile 1922 – Roma, 27 giugno 2009) è stato uno storico e giurista italiano, specializzato in diritto romano.

## Biografia
Allievo di Emilio Albertario e di Vincenzo Arangio-Ruiz, professore incaricato dal 1953, vince il concorso a professore ordinario nel 1956. Insegna storia del diritto romano, Diritto romano e  Diritto del lavoro alla facoltà di giurisprudenza dell'Università di Macerata a partire dall'anno accademico 1956/1957. Nel 1964 viene chiamato a insegnare diritto romano alla facoltà di giurisprudenza dell'Università di Pisa, presso la quale è nominato direttore dell'Istituto di Diritto romano e di Storia del diritto.
Chiamato alla facoltà  di giurisprudenza dell'Università di Roma La Sapienza nel 1974, regge la cattedra di istituzioni di diritto romano fino al 1993. È anche direttore dell'Istituto di Diritto romano e di Diritti dell'Oriente Mediterraneo, incarico che ricopre fino al 1997. Fino alla morte, avvenuta nel 2009, ha tenuto il corso di Diritto processuale romano ed il Corso di alta formazione in Diritto romano.
La sua indagine è caratterizzata dall'analisi dei fenomeni giuridici in relazione alla realtà economia e sociale dell'epoca. Perciò ha scritto un manuale universitario che espone nella loro successione cronologica gli istituti del Diritto romano.
Tra i suoi allievi, Aldo Petrucci, Roberto Fiori, Andrea Di Porto, Lorenzo Fascione e Franco Vallocchia.
Gli venne conferito il titolo "Doctor honoris causae" dell'Universita' Degli Studi "Eötvös Lorand" di Budapest nell'anno 1994.

## Opere
- Diritto romano economia e società nella storia di Roma, Napoli 2008 (ristampa).
- IUS LEX EDICTA, altri studi di diritto romano, con una nota di lettura di Roberto Fiori, Napoli 1967; (ristampa) Jovene 2015.